# Международная федерация хоккея с мячом

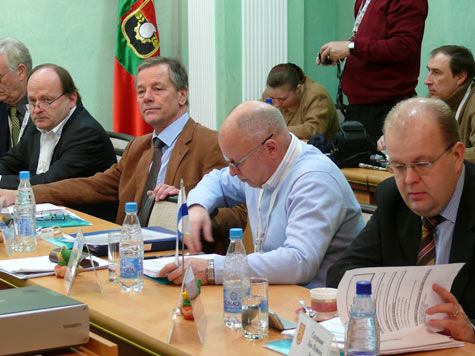
Конгресс ФИБ (Кемерово, 3 февраля 2007 года)

Международная федерация хоккея с мячом (сокращённо ФИБ (FIB, англ. Federation of International Bandy) или ИБФ (IBF, швед. Internationella Bandyförbundet)) — спортивная организация, являющаяся международным руководящим органом в хоккее с мячом. В период с 1957 по 2001 год английское название федерации было International Bandy Federation, аббревиатура (IBF) совпадала со шведской. Название на английском языке было изменено по предложению Международного олимпийского комитета при осуществлении процедуры признания хоккея с мячом, в связи с тем, что та же аббревиатура использовалась другой спортивной ассоциацией — Международной боксёрской федерацией. В России для обозначения федерации как правило используется название Международная федерация хоккея с мячом, реже — Международная федерация бенди.
Сформирована в 1955 году в Стокгольме, Швеция, и с 1979 года имеет штаб-квартиру в Швеции, в настоящее время — в городе Катринехольм. При создании ФИБ в 1955 году были одобрены унифицированные правила хоккея с мячом, единые для всего мира. До этого в СССР и Скандинавии использовались правила, имевшие определенные различия.
Международная федерация проводит чемпионаты мира среди мужских (с 1957 года), женских (с 2004 года) и мужских молодёжных сборных (с 1990 года нерегулярно). Также проводятся мировые чемпионаты среди юношей (юниоров) и девушек разных возрастов.

## Структура FIB
Высшим органом управления Международной федерации хоккея с мячом является Конгресс Международной федерации хоккея с мячом. 
Руководство текущей деятельностью Международной федерации хоккея с мячом осуществляет Исполнительный комитет Международной федерации хоккея с мячом в составе:
- Президент — Хенрик Нильссон ( Швеция)
- Первый вице-президент — Стейн Педерсен ( Норвегия)
- Вице-президенты — Аттила Адамфи ( Венгрия), Атти Парвиайнен ( Финляндия)
- Члены исполнительного комитета — Михаил Энтальцев ( Германия), Шанель Гиломен ( Швейцария), Эндрю Кнатсон ( США), Давэй Ву ( Китай)

## Члены ФИБ
С 8 июня 2024 года, когда состоялся очередной Конгресс, в состав Международной федерации хоккея с мячом входит 28 национальных федераций: Армении, Афганистана, Белоруссии, Великобритании, Венгрии, Германии, Индии, Италии, Казахстана, Канады, Китая, Колумбии, Латвии, Литвы, Монголии, Нидерландов, Норвегии, России, Словакии, Сомали, США, Украины, Финляндии, Чехии, Швейцарии, Швеции, Эстонии, Японии.
| Страна         | Год вступления в FIB | Год дебюта на чемпионате мира |
| -------------- | -------------------- | ----------------------------- |
| Россия         | 1955                 | 1957                          |
| Финляндия      | 1955                 | 1957                          |
| Швеция         | 1955                 | 1957                          |
| Норвегия       | 1955                 | 1961                          |
| Нидерланды     | 1973                 | 1991                          |
| США            | 1981                 | 1985                          |
| Канада         | 1986                 | 1991                          |
| Венгрия        | 1988                 | 1991                          |
| Казахстан      | 1994                 | 1995                          |
| Белоруссия     | 1999                 | 2001                          |
| Эстония        | 2002                 | 2003                          |
| Монголия       | 2002                 | 2006                          |
| Индия          | 2002                 | -                             |
| Латвия         | 2006                 | 2007                          |
| Швейцария      | 2006                 | 2019                          |
| Армения        | 2008                 | -                             |
| Литва          | 2008                 | -                             |
| Украина        | 2008                 | 2013                          |
| Китай          | 2010                 | 2015                          |
| Великобритания | 2010                 | 2019                          |
| Япония         | 2011                 | 2012                          |
| Афганистан     | 2012                 | -                             |
| Германия       | 2013                 | 2014                          |
| Сомали         | 2013                 | 2014                          |
| Чехия          | 2014                 | 2016                          |
| Колумбия       | 2017                 | -                             |
| Словакия       | 2017                 | 2018                          |
| Италия         | 2024                 | -                             |

Бывшие члены федерации
| Страна     | Год вступления в FIB | Год дебюта на чемпионате мира | Год исключения из FIB |
| ---------- | -------------------- | ----------------------------- | --------------------- |
| ФРГ        | 1990                 | -                             | 1991                  |
| СССР       | 1955                 | 1957                          | 1992                  |
| Польша     | 2005                 | -                             | 2017                  |
| Австралия  | 2006                 | -                             | 2017                  |
| Ирландия   | 2006                 | -                             | 2017                  |
| Сербия     | 2006                 | -                             | 2017                  |
| Аргентина  | 2008                 | -                             | 2017                  |
| Дания      | 2014                 | -                             | 2017                  |
| Кыргызстан | 2004                 | 2012                          | 2018                  |

Увеличение членов FIB поднимает вопрос о формировании региональных ассоциаций. В 2012 году в Алма-Ате, во время проведения Чемпионата мира, было объявлено о создании Азиатской Федерации Бенди, однако конкретной деятельностью новая структура не отметилась. Также в рамках FIB обсуждалась возможность формировании 5 региональных ассоциаций:
1. Bandy-Americas (США, Канада, Аргентина, Колумбия)
2. Bandy Asia-Pacific (Афганистан, Австралия, Китай, Индия, Япония, Казахстан, Кыргызстан, Монголия)
3. Bandy Balto-Scandia (Дания, Эстония, Финляндия, Латвия, Литва, Норвегия, Швеция, Сомали)
4. Bandy Europe-East (Армения, Белоруссия, Чехия, Венгрия, Польша, Россия, Сербия, Словакия, Украина)
5. Bandy Europe-West (Англия, Германия, Ирландия, Италия, Нидерланды, Швейцария)

## Президенты FIB
- Гуннар Галин — 1955-1963
- Аллан Юнгквист — 1963-1967
- Арне Аргус — 1967-1971
- Григорий Гранатуров — 1971-1978
- Понтус Виден — 1978—1983
- Григорий Гранатуров — 1983-1991
- Карл Фогельберг — 1991-1993
- Стаффан Сёдерлунд — 1993-1997
- Альберт Поморцев — 1997-2005
- Сеппо Вайхела — 2005-2006
- Борис Скрынник — 2006-2022
- Стейн Педерсен — 2022-2024 года
- Хенрик Нильссон — c 2024 года